# Tender Comrade
Tender Comrade ist ein US-amerikanisches romantisches Drama von Edward Dmytryk aus dem Jahr 1943 mit Ginger Rogers, Robert Ryan, Ruth Hussey und Kim Hunter in den Hauptrollen. Die Regie führte Edward Dmytryk. Der Film zeigt, wie sich Frauen während des Zweiten Weltkriegs in Abwesenheit ihrer Männer aus wirtschaftlichen Gründen zusammentun.
Die Premiere des Films war am 29. Dezember 1943 in Los Angeles. Im darauffolgenden Jahr erschien der Film regulär in den US-Kinos.

## Handlung
Jo Jones arbeitet während des Zweiten Weltkriegs in einer Fabrik für Flugzeuge und sehnt sich nach dem Tag, an dem sie endlich ihren Mann Chris wiedersehen wird. Als Chris nach Übersee in den Krieg gezogen war, hatten die beiden sich schmerzerfüllt am Bahnhof verabschieden müssen. Während Chris seiner Pflicht im Krieg nachgeht, versucht Jo zusammen mit den anderen Arbeiterinnen über die Runden zu kommen.
Um die Mieten bezahlen zu können, beschließen die Frauen, sich zusammenzutun. Aufgrund der unterschiedlichen Charaktere kommt es zu Konflikten; vor allem wegen der deutschen Immigrantin Manya kommt es zu Spannungen, die in der Fabrik als Hauswartin arbeitet. Jo erfährt, dass sie einen Sohn erwartet, den sie nach dessen Vater Chris benennt. Als einer der Männer zurückkehrt, sind die Frauen überglücklich, allerdings erhält Jo am selben Tag ein Telegramm mit der Nachricht, dass ihr Mann Chris gefallen sei. Sie unterdrückt ihre Trauer und freut sich mit den anderen über die Rückkehr ihrer Männer.

## Hintergrund
Der Film wurde später vom Komitee für unamerikanische Umtriebe (HUAC) dazu verwendet, dem Drehbuchautor Dalton Trumbo die Verbreitung von kommunistischer Propaganda zu unterstellen. Trumbo wurde daraufhin in Hollywood auf die schwarze Liste gesetzt. Ende der 1940er Jahre geriet auch Regisseur Edward Dmytryk ins Visier der HUAC.
Der Titel des Films bezieht sich auf eine Zeile in Robert Louis Stevensons Gedicht „My Wife“, welches erstmals 1896 in Songs of Travel and Other Verses veröffentlicht wurde.
Das Filmbudget betrug 843.000 US-Dollar.